# Veľký vrch (Javorníky)
Velký vrch (531 m n. m.) je vrch a významná archeologická lokalita v Rovnianské vrchovině na jihovýchodním okraji pohoří Javorníky na Slovensku. Od roku 1969 je Národní kulturní památkou. 

## Polohopis
Nachází se na katastru a v těsném sousedství obce Divinka, na jejím západním okraji a zároveň nad Hričovskou přehradou. Leží na jihovýchodním okraji Rovnianské vrchoviny, na východním okraji podcelku Nízké Javorníky. Díky poloze nad údolím Váhu a v blízkosti křižovatky důležitých obchodních cest u Žiliny byla vrcholová plošina odedávna osídlena, což potvrzuje rozsáhlé naleziště nadregionálního významu. Na vrcholu stojí dřevěná rozhledna, poskytující výhled na široké okolí.

## Přístup
Na vrchol nevede značená turistická stezka, ale z blízké Divinky na něj vede několik lesních cest. V sedle na západním úpatí je malé tábořiště.

## Archeologické nálezy
Už v 50. letech 20. století objevil Anton Petrovský-Šichman v poloze "Ohrádza" pod jižním úpatím Velkého vrchu pozůstatky objektů z období lužické a púchovské kultury, jakož i střepy z období Velké Moravy. V období púchovské kultury se nalézala menší hradiště i na vrcholech Háj, Malý vrch a Hradisko. Na jihovýchodním úpatí Velkého vrchu byly při stavbě rodinného domu objeveny v roce 1975 střepy ze starší doby římské. V sedle "Salašky" se nacházejí mohylové objekty i valy, chránící vstup na akropoli Velkého vrchu.
Velký vrch byl již v 18. století považován za místo zaniklého hradu, což zmiňuje i Matej Bel, v polovině 19. století se podrobnému popisu lokality věnoval Alexander Lombardini. Od 40. let 20. století se výzkumu Velkého vrchu věnoval Anton Petrovský-Šichman, který zde objevil důkazy osídlení již v období badenské kultury (3500 - 2800 před Kr.). Rozsáhlé hradiště na temeni vrchu, vymezené mohutným valem a systémem opevnění, datoval do halštatské fáze lužické kultury (750–450 před Kr.), s výrazným oživením v období púchovské kultury a také v raném středověku. Hradiště bylo v tomto období hospodářsko-společenským střediskem slovanského osídlení regionu Žiliny. Tyto i pozdější nálezy potvrzují osídlení hradiště ve třech fázích. Pokračovatelem výzkumu lokality byl od roku 1971 Jozef Moravčík, který upřesnil počátky lužického osídlení na přelom 9.–8. století před Kr. Nejintenzivnější osídlení hradiště bylo v 1. století před Kr. (Púchovská kultura), ze kterého období pochází i keltská mince dosud neznámého typu. Dostala název "Divinka", jelikož se předpokládá její ražení právě na hradišti v této lokalitě. Od jejího nálezu bylo na Horním Pováží v úseku od Ilavy po Žilinu objevených dalších 20 kusů mincí stejného typu. Kromě množství střepů a industrie zde byly objeveny bronzové a železné spony, ostruhy či nástroje. Množství středověkých střepů a novověkých kovových depotů dokládá využití Velkého vrchu i v pozdějším období.
Nejnovější výzkumy pod vedením Gabriela Fuseka odhalily polohu tří vstupních bran i systém opevnění, ale také upřesnily rozlohu hradiště. Ta představuje 2,13 hektaru při šířce 55 m a délce 435 metrů. Akropole zabírá plochu 0,58 hektaru a je dlouhá 122 metrů. Podhradí vymezuje systém opevnění s příkopem a zabírá plochu 9,94 hektarů, čímž celková rozloha hradiště dosahuje přibližně 12 hektarů. Zajímavostí byl objev cisterny a dvou vydatných pramenů, které používali již obyvatelé hradiště.